# Jarrestadt

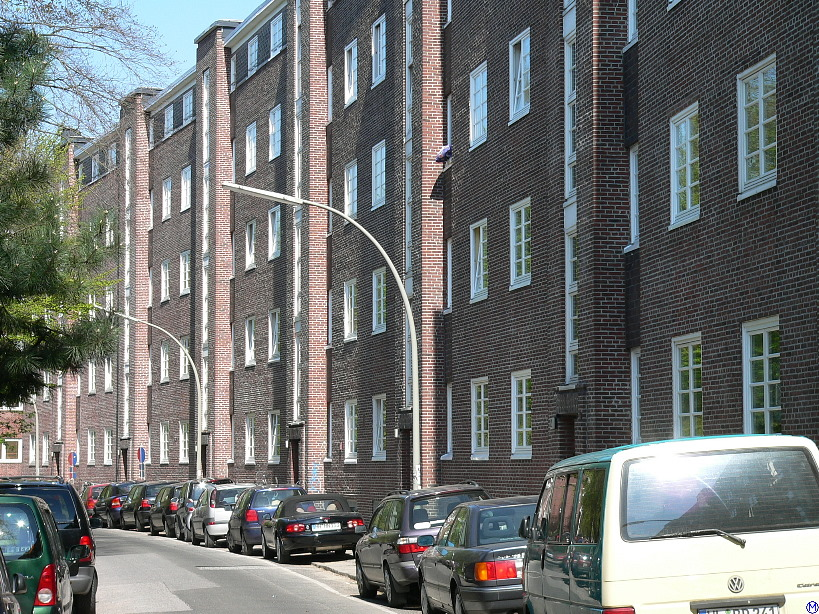

Jarrestadt (Jarrestaden) är ett bostadsområde i stadsdelen Winterhude i Hamburg. Det utmärker sig genom att ligga bra trafikmässigt och för sin vid tiden för uppförandet närhet till arbetsplatser i industriområdena Kampnagel, Heidenreich och Harbek samt till Hamburgs stadspark. Bebyggelsen karaktäriseras av bostadshus och skolor i fyra till sex våningar som uppfördes i en enhetlig stil under 1920-talet i mörk klinker. I en öppen tävling för gestaltningen av området vann Hamburgarkitekten Karl Schneiders bidrag 1926. Under ledning av stadsarkitekten Fritz Schumacher som skapade gatunätet skapades ett modernt, banbrytande bostadsområde. Andra arkitekter som var med i framtagandet var Friedrich Ostermeyer och Paul August Reimund Frank.
Området förstördes till stora delar av spräng- och brandbomber under andra världskriget men återuppbyggdes omgående efter kriget. 
Stadsdelen har fått sitt namn efter Nicolaus Jarre (1603−1678) som var borgmästare i Hamburg. 